# La prima festa del papà
La prima festa del papà è un singolo del cantautore italiano Tiziano Ferro, pubblicato l'11 novembre 2022 come secondo estratto dall'ottavo album in studio Il mondo è nostro.

## Descrizione
Quinta traccia del disco, il brano è stato scritto dallo stesso Ferro in collaborazione con Massimiliano Pelan, Francesco Gramegna e Fabio De Martino.
La canzone è stata anche adattata in lingua spagnola da José Manuel Moles e Juan Mari Montes, con il titolo La primera fiesta del papá, e pubblicata nell'edizione spagnola dell'album intitolata El mundo es nuestro.

## Video musicale
Il video, diretto da Dario Garegnani, è stato reso disponibile in contemporanea con l'uscita del singolo sul canale YouTube del cantautore.